# Deni Avdija

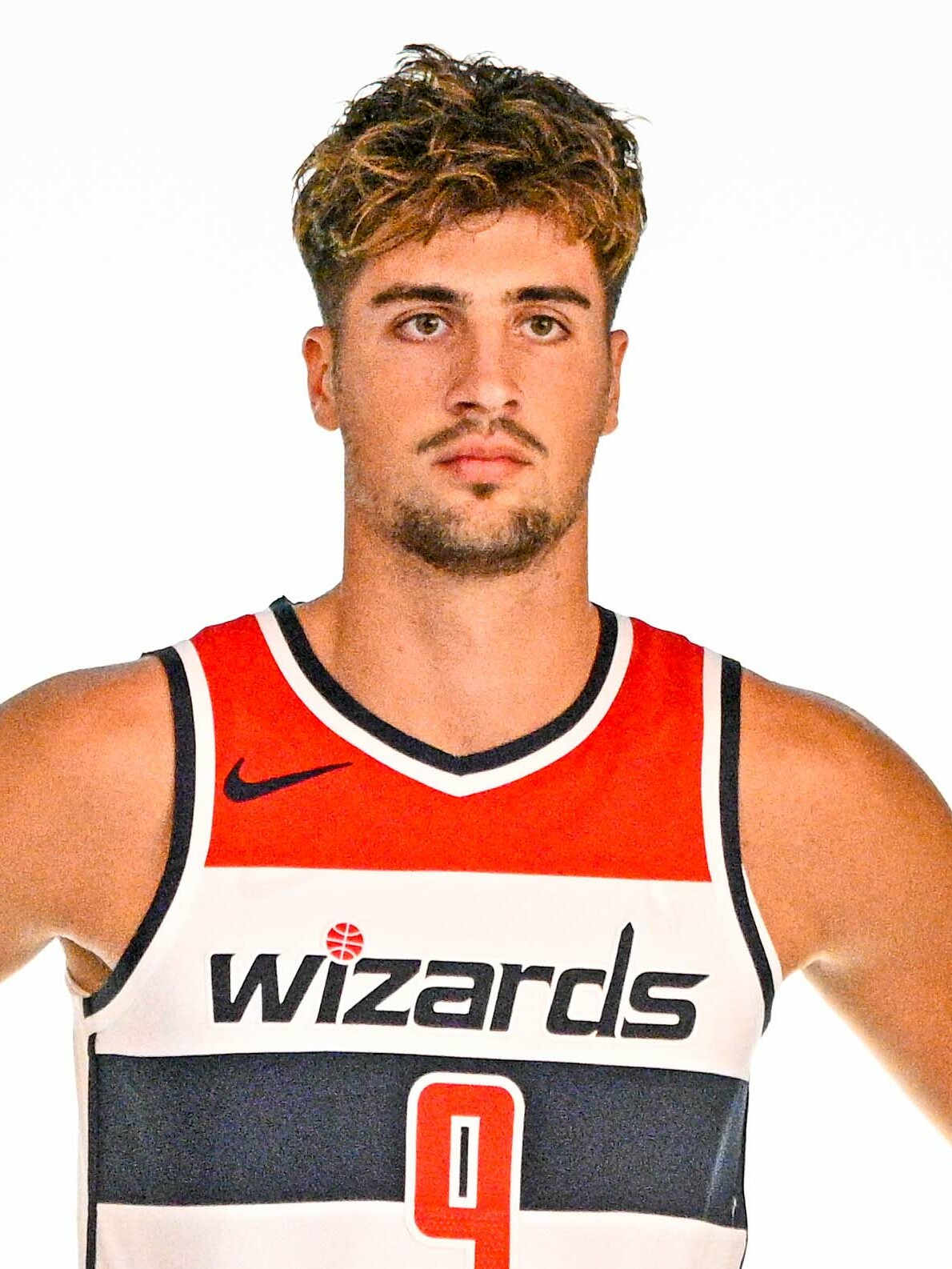
Deni Avdija, 2022.

Deni Avdija, hebreiska: דֶנִי אָבְדִיָה; serbiska: Дени Авдија, född 3 januari 2001 i Bet Zera i Israel, är en israelisk-serbisk professionell basketspelare (SF) som spelar för Portland Trail Blazers i National Basketball Association (NBA). Han har tidigare spelat för Washington Wizards.
Avdija draftades av Washington Wizards i första rundan i 2020 års draft som nionde spelare totalt.